# Eutane maculata
Eutane maculata är en fjärilsart som beskrevs av Butler 1877. Eutane maculata ingår i släktet Eutane och familjen björnspinnare. Inga underarter finns listade i Catalogue of Life.